# Avatar

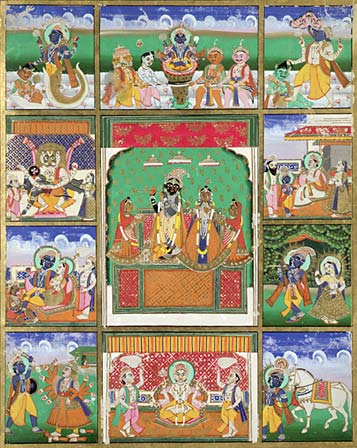
Cei zece avatari ai lui Vishnu: (în sens orar, din stânga-sus) Matsya, Kurma, Varaha, Narasimha, Vamana, Parshurama, Rama, Krishna, Buddha și Kalki. În centru, Krishna

Avatar (în sanscrită: अवतार) este în religia hindusă o manifestare trupească (încarnare) a unei ființe divine în formă de om sau animal. De obicei, o zeitate (deva), care există la un nivel mai înalt de realitate, alege să se manifeste trupește (avatar) în nivelul inferior de realitate al oamenilor pentru scopuri specifice.
Avatar înseamnă și o transformare (adesea în rău) a evoluției unei ființe.
În unele concepții religioase avatarul desemnează reîncarnarea succesivă a unei ființe.
Conform scrierilor hinduse avatarele pot fi încadrate în mai multe categorii:

## Avatare ale luiVishnu
- 1.Matsya ;
- 2.Kurma ;
- 3.Varaha ;
- 4.Narasimha ;
- 5.Vamana ;
- 6.Parshurama ;
- 7.Rama ;
- 8.Krishna ;
- 9.Buddha ;
- 10.Kalki ;

## Avatare ale luiShiva
- 1.Virabhadra ;
- 2.Bhairava ;
- 3.Sharabha ;
- 4.Durvasa ;
- 5.Khandoba ;
- 6.Hanuman ;
- 7.Dattatreya ;
- 8.Parasnath
- 9.Harihara ;

## Avatare ale luiBrahma
- 1.Valmiki ;
- 2.Kashyap ;
- 3.Sukra ;
- 4.Baches ;
- 5.Vyas ;
- 6.Khat Rishi ;
- 7.Kalidas.

## Vezi și
- Metempsihoză

## Legături externe
- MISTERELE CUVINTELOR / Avatarele avatarului, 23 aprilie 2009, Alexandru Ciolan, Ziarul de Duminică